# The Dovells
The Dovells was een Amerikaanse zanggroep uit de vroege jaren 1960, geformeerd in 1957 op de Overbrook High School in Philadelphia onder de naam The Brooktones. De oorspronkelijke leden waren Arnie Silver, Len Borisoff, Jerry Gross (ook bekend als Summers), Mike Freda en Jim Mealey (ook bekend als Danny Brooks). Hun eerste single No, No, No was een lokale hit voor The Brooktones.

## Bezetting
- Len Barry (geb. 12 juni 1942)
- Jerry Summers[3] (geb. 29 december 1942)
- Mike Dennis (geb. 3 juni 1943)
- Arnie Satin[2] (geb. 11 mei 1943)
- Danny Brooks (geb. 1 april 1942)
- John Lombardo[4]
- Leonard Borisoff[5]
- Mark Stevens[6]

## Geschiedenis

### Parkway Records periode
Gross verliet The Brooktones in 1959 om de groep The Gems te vormen met Jerry Gross, Mark Stevens, Mike Freda, Warren Purdy en Roland Scarinci. De overgebleven Brooktones tekenden in 1960 bij Parkway Records en voegden Jerry Sirlen en William Shunkwiler toe aan de groep, terwijl ze de bandnaam veranderden in The Dovells. Tijdens het repeteren van Out in the Cold Again, wat de B-kant van Bristol Stomp bleek te zijn, belde Len Jerry en vroeg om hulp bij de harmonieën. Na twee dagen proberen, vroeg Len aan Jerry om deel uit te maken van de groep en twee van de andere leden te vervangen. Sirlen en Shunkwiler werden vervangen door Gross en Freda. Mark begon zijn eigen groep Tony & the Raindrops (de lokale hit Our Love is Over) en trad laterin de jaren 1960 toe tot The Dovells. Warren Purdy ging werken voor de Boeing Corp., Roland Scarinci nam dienst bij The Marine Corps en ging vervolgens werken voor AT&T.
The Dovells op dat moment (1961) waren Len Borisoff (ook bekend als Len Barry), Gross, Silver, Mealey en Freda, die acht hitnummers opnam, te beginnen met Bristol Stomp. Mealey verliet de groep in 1962 om persoonlijke redenen, maar deed nog enkele opnamen met hen.
De eerste nationale hit van The Dovells was het dansnummer Bristol Stomp. Dit werd gevolgd door de gelijkaardige hit Do the New Continental (even te horen in de film Hairspray van John Waters). Van Bristol Stomp werden meer dan een miljoen exemplaren verkocht en bekroond met een gouden schijf. Ze speelden beide nummers in de film Don't Knock The Twist van Chubby Checker in 1961. Ze brachten een reeks singles uit in de komende jaren, waaronder de tophit You Can't Sit Down in de Billboard Hot 100 in 1963. Len vertrok eind 1963 voor een solocarrière onder de naam Len Barry. Het hoogtepunt van zijn solocarrière was de Top 5 hit 1-2-3 in 1965 en de opvolgende hit Like a Baby.
The Dovells brachten If You Wanna Be Happy uit op het album You Can't Sit Down in 1963. Het nummer werd eerder dat jaar uitgebracht door Jimmy Soul en was gebaseerd op het nummer Ugly Woman van Roaring Lion.
In 1963 contracteerde American Bandstand de band bij Dick Clarks Caravan of Stars op nationaal niveau in de Amerikaanse tournee, die gepland stond voor de 15e show in de nacht van 22 november 1963 in het Memorial Auditorium in Dallas, totdat plotseling het evenement op vrijdagavond moest worden geannuleerd, enkele ogenblikken nadat de Amerikaanse president John F. Kennedy die middag werd vermoord, terwijl hij door Dallas toerde in een open autocaravan.

### The Magistrates en latere jaren
The Dovells gingen verder als een trio en namen in 1968 op als The Magistrates voor MGM. Als The Magistrates namen ze de hit Here Comes the Judge op, gebruikmakend van de populariteit van de sketch in het tv-programma Laugh-In. Gross en Freda schreven en produceerden het nummer, voegden de vrouwelijke stem van Jean Yost (Hillary) toe en traden op als The Magistrates en The Dovells. Freda vertrok in 1969 om zijn eigen ding te doen. The Dovells (Gross-Silver-Stevens) werd een grote hit in Las Vegas en het nachtclubcircuit in het hele land, met meer dan 300 shows per jaar.
In 1975 had Silver genoeg van het toeren en verliet de groep. Gross en Stevens gingen als duo door met geweldige recensies voor hun muziek en comedy en blijven optreden tot op de dag van vandaag.
The Dovells traden op tijdens beide inaugurele bals van president Bill Clinton. In 1991 herenigde Len Barry zich tweemaal met The Dovells. Hij overleed in een ziekenhuis in Philadelphia aan de beenmergziekte myelodysplasie op 20 november 2020. Hij was 78 jaar oud.

## Discografie

### Singles
Parkway Records
- 1961: The Bristol Stomp
- 1961: (Do The) Continental
- 1962: Bristol Twistin' Annie
- 1962: Hully Gully Baby
- 1962: The Jitterbug
- 1963: You Can't Sit Down
- 1963: Betty In Bermudas
- 1963: Stop Monkeyin' Around